# La Oliva
La Oliva település Spanyolországban, Las Palmas tartományban. La Oliva Puerto del Rosario községgel határos. Lakosainak száma 29 693 fő (2024).

## Népesség
A település népessége az elmúlt években az alábbi módon változott:
| Lakosok száma | 11 376 | 15 583 | 20 084 | 21 996 | 24 079 | 24 307 | 25 349 | 26 580 | 27 945 | 29 693 |
|               | 2001   | 2004   | 2007   | 2009   | 2012   | 2014   | 2017   | 2019   | 2022   | 2024   |